# Magia cerimonial

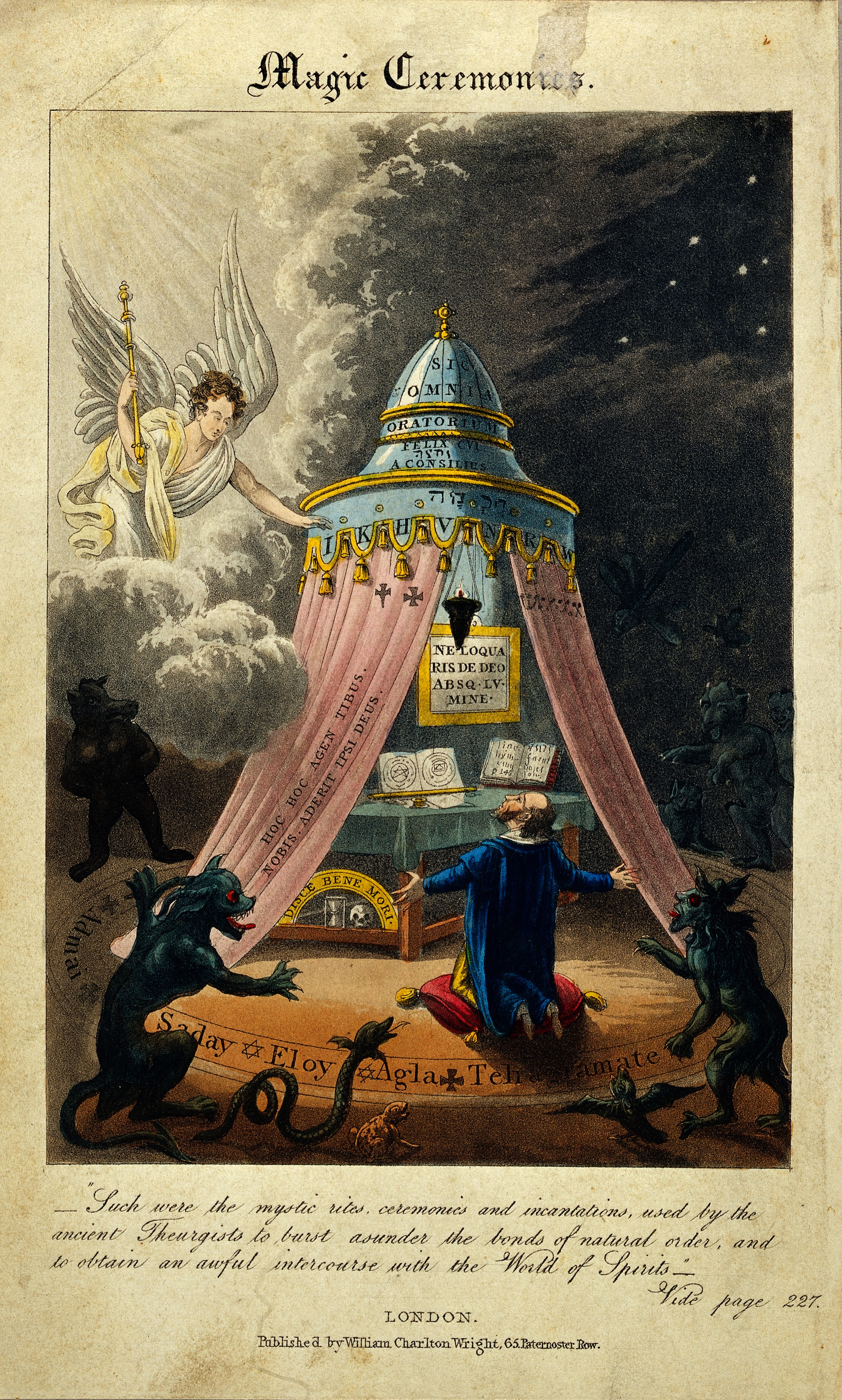
"Magic Ceremonies", aquatinta no livro The Astrologer of the Nineteenth Century (1825)

Magia cerimonial ou magia ritual é o nome dado a uma arte que engloba ampla variedade de rituais de magia complexos, elaborados e longos. Os trabalhos incluídos são caracterizados pela cerimônia e uma parafernália de vários acessórios necessários para ajudar o praticante, com objetivos tais como invocar forças ou entidades através de fórmulas. Tornou-se parte do imaginário do ocultismo e esoterismo ocidental.
Popularizada pela Ordem Hermética da Aurora Dourada, abrange modernamente vários sistemas mágicos, nos quais se considera constituída de Rito e Ritual.

## Renascença
O termo tem origem na magia renascentista do século XVI, referindo-se a práticas descritas em vários grimórios medievais e renascentistas, relatadas em coleções como a de Johannes Hartlieb, que receberam influências do hermetismo e teurgia neoplatônica e derivaram sistemas como a Cabala cristã e magia enoquiana, os quais foram empregados nos sistemas cerimoniais vitorianos.
Georg Pictor usa o termo como sinônimo de goécia em um livro. Numa tradução do De incertitudine et vanitate scientiarum (1526) de Heinrich Cornelius Agrippa consta "As partes do magia cerimonial são goécia e teurgia". Para Agrippa, a magia cerimonial estava em oposição à magia natural. Embora tivesse suas dúvidas sobre a magia natural, que incluía astrologia, alquimia e também o que hoje consideraríamos campos das ciências naturais, como a botânica, ele estava, no entanto, preparado para aceitá-la como "o pico mais alto da filosofia natural". A "magia cerimonial", por outro lado, que incluía todos os tipos de comunicação com espíritos, incluindo necromancia e bruxaria, ele denunciou em sua totalidade como desobediência ímpia a Deus.
Segundo o historiador Arthur Versluis:
"A história das correntes mágicas na modernidade é, em grande parte, a história de como a magia cerimonial se tornou secularizada. Esses manuais de magia ou grimórios do final da Idade Média/início da modernidade muitas vezes evidenciam uma grande dívida para com o hebraico e os sigilos cabalísticos e também reproduzem frequentemente os tipos de sigilos planetários que vimos no Occulta philosophia de Agrippa. Na verdade, pode-se razoavelmente argumentar que a história da magia cerimonial ocidental desde o século XVI é uma história de variações de temas e, para ser ainda mais preciso, de livros que derivam e até mesmo plagiam seus predecessores."

## Prática
O Rito abrange todos os elementos integrantes do cerimonial, bem como a parte gestual e a localização de cada objeto que tomará parte na operação.
O Ritual vem a ser a parte falada do cerimonial, onde se incluem todas as invocações, evocações, conjuros, preces e orações proferidas pelo mago e/ou magista.
Na Magia Cerimonial, as hierarquias de “Poder”, têm que estar bem definidas, orquestradas, paramentadas, documentadas e praticadas. Os materiais ritualísticos atuam, mas só tem validade se corresponderem ao estado íntimo adquirido. Assim, cada instrumento exterior (seja o bastão, a espada, o Tetragramaton, o Pentagrama e outros) torna-se um meio de catalização da força íntima desencadeada.
É na Magia Cerimonial que o mago opera com o Círculo Mágico, um grande Pantáculo em que são reunidas as forças que entrarão em sintonia durante a operação. Dentro do Círculo Mágico estarão todos os elementos pertinentes à operação em questão, todos os seres luminosos afins que, canalizados e catalisados pela força do mago, garantirão a eficácia do trabalho.